# Liste des chapitres de Seven Deadly Sins
Pour un article plus général, voir Seven Deadly Sins.

Logo original du manga.

Cet article est un complément de l’article sur le manga Seven Deadly Sins. Il contient la liste des volumes du manga parus en presse du tome 1 au tome 41.

## Liste des volumes

### Tomes 1 à 10
| no | Japonais         | Japonais          | Français         | Français          |
| no | Date de sortie   | ISBN              | Date de sortie   | ISBN              |
| --- | ---------------- | ----------------- | ---------------- | ----------------- |
| 1 | 15 février 2013  | 978-4-06-384802-1 | 19 mars 2014     | 978-2-8116-1356-3 |
| Liste des chapitres : - Chapitre 1 : Les Seven Deadly Sins (七つの大罪, Nanatsu no Taizai) - Chapitre 2 : L'épée du Chevalier Sacré (聖騎士の剣, Seikishi no Ken) - Chapitre 3 : Ce que j'ai à faire (自分がやるべきこと, Jibun ga Yarubeki koto) - Chapitre 4 : Le péché au bois dormant (眠れる森の罪, Nemureru Mori no Tsumi) - Chapitre 5 : Sombres souvenirs (暗闇の記憶, Kurayami no Kioku) |                  |                   |                  |                   |
| 2 | 17 avril 2013    | 978-4-06-384852-6 | 19 mars 2014     | 978-2-8116-1357-0 |
| Liste des chapitres : - Chapitre 6 : Gilthunder, le chevalier sacré (聖騎士ギルサンダー, Seikishi Girusandā) - Chapitre 7 : Le prisonnier des ténèbres (暗闇の虜囚, Kurayami no Ryoshū) - Chapitre 8 : Le rêve d'une jeune fille (少女の夢, Shoujo no Yume) - Chapitre 9 : N'y touche pas (触れてはならない, Furete wa Naranai) - Chapitre 10 : Le mal invisible (見えざる悪意, Miezaru Akui) - Chapitre 11 : Même si tu venais à mourir (たとえあなたが死んでも, Tatoe Anata ga Shindemo) - Chapitre 12 : Un banquet chaotique (混沌の宴, Konton no Utage) - Chapitre 13 : Le pouvoir de la détermination (捧げる覚悟, Sasageru Kakugo) - Chapitre 14 : Explosion (エクスプロージョン, Ekusupurōjon)                                                |                  |                   |                  |                   |
| 3 | 17 juin 2013     | 978-4-06-384884-7 | 2 juin 2014      | 978-2-8116-1500-0 |
| Liste des chapitres : - Chapitre 15 : La frénésie des retrouvailles (再会のとばっちり, Saikai no Tobacchiri) - Chapitre 16 : Poème des temps anciens (はじまりの詩, Hajimari no Uta) - Chapitre 17 : Présage de tempête (嵐の予感, Arashi no Yokan) - Chapitre 18 : Émouvantes retrouvailles (感動の再会, Kandō no Saikai) - Chapitre 19 : Le péché de l'avarice (強欲の罪, Gōyoku no Tsumi) - Chapitre 20 : Deux chemins (二つの道, Futatsu no Michi) - Chapitre 21 : Revenge Knight (リベンジ • ナイト, Ribenji • Naito) - Chapitre 22 : La mort aux trousses (恐るべき追跡者, Osorubeki Tsuiseki-sha) - Chapitre hors-série : Rien n'est inutile (無駄なものなんて何一つ, Muda na Mono Nante Nani hitotsu)                                        |                  |                   |                  |                   |
| 4 | 16 août 2013     | 978-4-06-394918-6 | 20 août 2014     | 978-2-8116-1544-4 |
| Liste des chapitres : - Chapitre 23 : Je te jure qu'un jour… (恐るべき追跡者, Osorubeki Tsuiseki-sha) - Chapitre 24 : Des légendes dans une impasse (追いつめられる伝説たち, Oitsumerareru Densetsu-tachi) - Chapitre 25 : À quatre contre un, si vous le voulez bien (よろしければ四対一で, Yoroshikereba 4 Tai 1 de) - Chapitre 26 : Un adieu aux morts (死者たちとの別れ, Shisha-tachi to no Wakare) - Chapitre 27 : Cruelle averse (無情の雨, Mujō no Ame) - Chapitre 28 : Un homme dangereux (キケンなオトコ, Kiken na Otoko) - Chapitre 29 : Battements obscurs (暗黒の脈動, Ankoku no Myakudō) - Chapitre Gaiden : Ban le bandit (バンデット・バン, Bandetto Ban)                                                                             |                  |                   |                  |                   |
| 5 | 17 octobre 2013  | 978-4-06-394947-6 | 1er octobre 2014 | 978-2-8116-1615-1 |
| Liste des chapitres : - Chapitre 30 : Venez, les gars ! C’est la fête ! (集まれ！お祭り野郎共, Atsumare! Omatsuri yarō-domo) - Chapitre 31 : Le Tournoi de Vaizel (バイゼル喧嘩祭り, Baizeru Kenka Matsuri) - Chapitre 32 : La réunion des puissants (強者そろいぶみ, Tsuwamono Soroibumi) - Chapitre 33 : Le Grand Chambardement (大荒れ模様, Ōare Moyō) - Chapitre 34 : Meliodaf contre Baan (メリオダフ対バーン, Meriodafu tai bān) - Chapitre 35 : Meliodas pris au piège (奪われたメリオダス, Ubawareta Meriodasu) - Chapitre 36 : Le temps d’un clin d’œil (瞬きするその刹那, Mabataki Suru Sono Setsuna) - Chapitre 37 : Invités surprises (近づく邂逅, Chikazuku Kaikō) - Chapitre hors-série : La justice d’une femme                       |                  |                   |                  |                   |
| 6 | 17 décembre 2013 | 978-4-06-394988-9 | 3 décembre 2014  | 978-2-8116-1652-6 |
| Liste des chapitres : - Chapitre 38 : Hasard et fatalité (偶然と必然, Gūzen to Hitsuzen) - Chapitre 39 : Souvenirs du temps passé (積年の思い, Sekinen no Omoi) - Chapitre 40 : La finale du tournoi de Vaizel (バイゼル喧嘩祭り決勝戦, Baizeru Kenka Matsuri Kesshōsen) - Chapitre 41 : Le canon de la désolation (戦慄のカノン, Senritsu no Kanon) - Chapitre 42 : Demon Reactor (デーモン・リアクター, Dēmon Riakutā) - Chapitre 43 : Pari dangereux (危険な賭け, Kiken na Kake) - Chapitre 44 : Compte à rebours vers le désespoir (絶望へのカウントダウン, Zetsubō e no Kauntodaun) - Chapitre 45 : Festival de la torture (暴虐のカーニバル, Bōgyaku no Kānibaru) - Chapitre 46 : Parce que tu es ma sœur (姉妹だもんね, Shimai da mon ne)     |                  |                   |                  |                   |
| 7 | 17 février 2014  | 978-4-06-395013-7 | 4 février 2015   | 978-2-8116-1819-3 |
| Liste des chapitres : - Chapitre 47 : Les apôtres de la destruction (破壊の使徒, Hakai no Shito) - Chapitre 48 : Joyeux carnage (めでたく全滅, Medetaku Zenmetsu) - Chapitre 49 : Inévitable déroute (余儀なき敗走, Yoginaki Haisō) - Chapitre 50 : Après la fête (祭りのあとの, Matsuri no Ato no) - Chapitre 51 : Pressentiment (胸の奥, Mune no Oku) - Chapitre 52 : Rumeur et vérité (噂の真相, Uwasa no Shinsō) - Chapitre 53 : Le géant en armure vs Dawn Roars (鎧巨人 対 暁闇の咆哮, Āmā Jaianto tai Dōn Roā) - Chapitre 54 : L'homme immobile (姉妹だもんね, Shimai da mon ne) |                  |                   |                  |                   |
| 8 | 17 avril 2014    | 978-4-06-395054-0 | 1er avril 2015   | 978-2-8116-1910-7 |
| Liste des chapitres : - Chapitre 55 : L'homme impassible (その男、無情につき, Sono Otoko, Mujō Ni Tsuki) - Chapitre 56 : Unholy Knight (アンホーリィ・ナイト, Anhōryi·Naito) - Chapitre 57 : Souvenirs des jours lointains (遠き日の風景, Tōki Hi No Fūkei) - Chapitre 58 : Une lourde résolution (背負う覚悟, Seou Kakugo) - Chapitre 59 : La sociopathe se joint à nous (読めない男 参入, Yomenai Otoko Sannyū) - Chapitre 60 : Débordement du chaos (にじみ出す混沌, Nijimidasu Konton) - Chapitre 61 : Les légendes à l'assaut (駆りたてられる伝説たち, Karitaterareru Densetsu-tachi) - Chapitre 62 : Rien ne peut les arrêter (悪党は止まらない, Akutō Wa Tomaranai) - Chapitre hors-série : Un endroit où dormir (彼の居場所, Kare no Ibasho) |                  |                   |                  |                   |
| 9 | 17 juin 2014     | 978-4-06-395107-3 | 3 juin 2015      | 978-2-8116-1911-4 |
| Liste des chapitres : - Chapitre 63 : Arthur Pendragon (アーサー・ペンドラゴン, Āsā Pendoragon) - Chapitre 64 : Intrusion dans la capitale ! (王国侵入作戦！！, Ōkoku Shin'nyū Sakusen!!) - Chapitre 65 : Collision inévitable (回避しえぬ衝突, Kaihi Shienu Shōtotsu) - Chapitre 66 : Premier sacrifice (最初の犠牲, Saisho no Gisei) - Chapitre 67 : Fissure (亀裂, Kiretsu) - Chapitre 68 : Différence écrasante (圧倒的戦力差, Attōteki Senryoku-sa) - Chapitre 69 : Il y a une première fois à tout (初体験は誰にでもある, Hatsu Taiken wa Dare ni demo aru) - Chapitre 70 : Le général dans les flammes de l'enfer (業火の聖騎士長, Gōka no Seikishi-chō) - Chapitre 71 : Dans les ténèbres (闇に在るもの, Yami ni aru Mono)                   |                  |                   |                  |                   |
| 10 | 16 août 2014     | 978-4-06-395162-2 | 19 août 2015     | 978-2-8116-2158-2 |
| Liste des chapitres : - Chapitre 72 : L'homme en retard (遅すぎた男, Oso Sugita Otoko) - Chapitre 73 : Au péril de ma vie (この命にかえても, Kono Inochi ni Kaete mo) - Chapitre Gaiden : La longue attente du roi des Fées (まちぼうけの妖精王, Machibōke no Yōsei-ō) - Chapitre 74 : Une promesse enfin tenue (果たされる約束, Hatasareru Yakusoku) - Chapitre 75 : Ce qui fait un roi (王たる所似, Ō taru Yuen) - Chapitre 76 : Ce que veulent les princesses (王女たちの想い, Ōjo-tachi no Omoi) - Chapitre 77 : Mes sentiments envers elle (あのコへの想い, Ano Ko e no Omoi) - Chapitre 78 : Compensation (命と引きかえに, Inochi To Hikikae Ni)                                                                                               |                  |                   |                  |                   |

### Tomes 11 à 20
| no | Japonais         | Japonais          | Français         | Français          |
| no | Date de sortie   | ISBN              | Date de sortie   | ISBN              |
| --- | ---------------- | ----------------- | ---------------- | ----------------- |
| 11 | 17 octobre 2014  | 978-4-06-395219-3 | 7 octobre 2015   | 978-2-8116-2159-9 |
| Liste des chapitres : - Chapitre 79 : Je le répète encore (今一度, Ima Ichido) - Chapitre 80 : Contre-attaque (怒涛の逆転劇, Dotō no Gyakuten Geki) - Chapitre 81 : L'assaut de Meliodas (メリオダスの一撃, Meriodasu no Ichigeki) - Chapitre 82 : Le rituel de courage (勇気のまじない, Yūki no Majinai) - Chapitre 83 : Le sanglier écarlate (紅蓮の豚, Guren no Buta) - Chapitre 84 : Une bonne chose de faite (一件落着, Ikken Rakuchaku) - Chapitre 85 : Début des festivités (宴の始まり, Utage no Hajimari) - Chapitre 86 : Danger imminent (今そこに迫る脅威, Ima soko ni Semaru Kyōi) - Chapitre hors-série : Un instant éternel (永遠の刹那, Eien no Setsuna) |                  |                   |                  |                   |
| 12 | 17 décembre 2014 | 978-4-06-395265-0 | 2 décembre 2015  | 978-2-8116-2563-4 |
| Extra : La version japonaise est sortie en édition limitée.Liste des chapitres : - Chapitre 87 : La colère contre l'avarice (<憤怒>と<強欲>, Funnu to Gōyoku) - Chapitre 88 : L'enfer sur Terre (この世の地獄, Kono Yo no Jigoku) - Chapitre 89 : Son vœu le plus cher (切なる願い, Setsunaru Negai) - Chapitre 90 : Ce que je peux faire pour toi (君のためにできること, Kimi no Tame ni Dekiru koto) - Chapitre 91 : Abomination (忌むべき存在, Imubeki Sonzai) - Chapitre 92 : La bataille finale (最終決戦開始, Saishū Kessen Kaishi) - Chapitre 93 : Rouge ou gris (赤と灰, Aka to Hai) - Chapitre 94 : Avènement de la désolation (絶望降臨, Zetsubō Kōrin) - Chapitre 95 : L'espoir de désagrège (潰える希望, Tsuieru Kibō) - Chapitre hors-série : Partenaires (相棒, Aibō)                                                         |                  |                   |                  |                   |
| 13 | 17 février 2015  | 978-4-06-395321-3 | 3 février 2016   | 978-2-8116-2715-7 |
| Extra : La version japonaise est sortie en édition limitée.Liste des chapitres : - Chapitre 96 : Hawk (ホーク, Hōku) - Chapitre 97 : Elizabeth (エリザベス, Erizabesu) - Chapitre 98 : Prière (祈り, Inori) - Chapitre 99 : Le grand final (決着, Kecchaku) - Chapitre 100 : Les héros (英雄たち, Eiyū-tachi) - Chapitre 101 : Le pouvoir de l'amour (愛の力, Ai no Chikara) - Chapitre 102 : Présage de séparation (別れの予感, Wakare no Yokan) - Chapitre 103 : Un nouveau départ (新たなる旅立ち, Aratanaru Tabidachi) - Chapitre 104 : Le retour du roi des fées (妖精王の帰還, Yōsei-Ō no Kikan) - Chapitre hors-série : Différentes perspectives (一変する世界, Ippen suru Sekai) |                  |                   |                  |                   |
| 14 | 17 avril 2015    | 978-4-06-395371-8 | 6 avril 2016     | 978-2-8116-2738-6 |
| Extra : La version japonaise est sortie en édition limitée.Liste des chapitres : - Chapitre 105 : Plus personne (何者でもない, Nanimono demo nai) - Chapitre 106 : L'œil de Balor (バロールの魔眼, Barōru no Magan) - Chapitre 107 : À la recherche de la vérité (真実を求めて, Shinjitsu o Motomete) - Chapitre 108 : Doux réveil (優しい目覚め, Yasashii Mezame) - Chapitre 109 : Violente secousse (激震, Gekishin) - Chapitre 110 : Déclaration (告白, Kokuhaku) - Chapitre 111 : Parole d'homme (男の言い分, Otoko no Iibun) - Chapitre 112 : La preuve d'une existence (存在と証明, Sonzai to Shōmei) - Chapitre 113 : Révélation (啓示, Keiji) |                  |                   |                  |                   |
| 15 | 17 juin 2015     | 978-4-06-395418-0 | 1er juin 2016    | 978-2-8116-3003-4 |
| Extra : La version japonaise est sortie en édition limitée contenant un DVD.Liste des chapitres : - Chapitre 114 : Les héros déconcertés (とまどう英雄たち, Tomadō Eiyū-tachi) - Chapitre 115 : Un nouveau cauchemar (悪夢ふたたび, Akumu Futatabi) - Chapitre 116 : Lostvayne, la relique sacrée (神器ロストヴェイン, Jingi Rosutovein) - Chapitre 117 : Les deux rois des fées (二人の妖精王, Futari no Yōsei-ō) - Chapitre 118 : Bataille dans la forêt du roi des fées ! (激突！！妖精王の森, Gekitotsu!! Yōsei-ō no Mori) - Chapitre 119 : Les Ten Commandments passent à l'action (十戒始動, Jikkai Shidō) - Chapitre 120 : Violence inouïe (圧倒的暴力, Attō-teki Bōryoku) - Chapitre 121 : Erreur de calcul (予測不能, Yosoku Funō) - Chapitre hors-série : Harlequin et Helbram (ハーレクインとヘルブラム, Hārekuin to Heruburamu) |                  |                   |                  |                   |
| 16 | 12 août 2015     | 978-4-06-395458-6 | 24 août 2016     | 978-2-8116-3094-2 |
| Liste des chapitres : - Chapitre 122 : L'invasion des démons (魔神族の進攻, Majin-zoku no Shinkō) - Chapitre 123 : Le général repenti (償いの聖騎士長, Tsugunai no Seikishi-chō) - Chapitre 124 : Ce que peut causer l'amitié (友情がもたらしたもの, Yūjō ga Motarashita Mono) - Chapitre 125 : Sus aux Ten Commandments ! (打倒〈十戒〉, Datō "Jikkai") - Chapitre 126 : Vers où conduisent les souvenirs (記憶が目指す場所, Kioku ga Mezasu Basho) - Chapitre Gaiden : Le rêve impossible d'une jeune fille (少女は叶わぬ夢を見る, Shōjo wa Kanawanu Yume wo Miru) - Chapitre 127 : Retrouvailles avec le désespoir (絶望との再会, Zetsubō to no Saikai) |                  |                   |                  |                   |
| 17 | 16 octobre 2015  | 978-4-06-362310-9 | 8 octobre 2016   | 978-2-8116-3164-2 |
| Extra : La version japonaise est sortie en édition limitée.Liste des chapitres : - Chapitre 128 : Existence insolente (その存在 傍若無人, Sono Sonzai Bōjakubujin) - Chapitre 129 : Le sanctuaire des druides (ドルイドの聖地, Doruido no Seichi) - Chapitre 130 : Un doux et déchirant supplice (やさしく貫く その痛み, Yasashiku Tsuranuku Sono Itami) - Chapitre 131 : Promesse à l'être aimé (愛する者との約束, Ai suru Mono to no Yakusoku) - Chapitre 132 : Ce qui nous manque (僕たちに欠けたもの, Bokutachi ni Kaketa Mono) - Chapitre 133 : Inquiétude et précipitation (焦りと不安, Aseri to Fuan) - Chapitre 134 : Tu n'es plus mon chef (もう団長ではない君へ, Mō Danchō de wa nai Kimi e) - Chapitre 135 : Un petit coucou (ほんの挨拶, Honno Aisatsu)                                                                         |                  |                   |                  |                   |
| 18 | 17 décembre 2015 | 978-4-06-395561-3 | 30 novembre 2016 | 978-2-8116-3165-9 |
| Extra : La version japonaise est sortie en édition limitée.Liste des chapitres : - Chapitre 136 : La terreur se propage (散開する恐怖, Sankai suru Kyōfu) - Chapitre 137 : Entre toi et moi (僕と君の間に, Boku to Kimi no Aida ni) - Chapitre 138 : Combattre contre les ténèbres (闇との戦い, Yami to no Tatakai) - Chapitre 139 : Raconte-moi ton passé (昔の話を聞かせて, Mukashi no Hanashi wo Kikasete) - Chapitre 140 : L'enfant et le voleur (盗賊と少年, Tōzoku to Shōnen) - Chapitre 141 : Père et fils (父親と息子, Chichioya to Musuko) - Chapitre 142 : Où se trouve l'amour (愛の在り処, Ai no Arika) - Chapitre 143 : Le cri de la sainte (聖女の叫び, Seijo no Sakebi) - Chapitre 144 : Par avarice (その男〈強欲〉につき, Sono Otoko 〈Gōyoku〉 ni Tsuki)                                                                  |                  |                   |                  |                   |
| 19 | 17 février 2016  | 978-4-06-395602-3 | 1er février 2017 | 978-2-8116-3387-5 |
| Extra : La version japonaise est sortie en édition limitée.Liste des chapitres : - Chapitre 145 : Une belle âme (美しき魂, Utsukushiki Tamashii) - Chapitre 146 : Adieu, bandit de mon cœur (さらば愛しき盗賊, Saraba Itoshiki Tōzoku) - Chapitre 147 : Mortelle poursuite (死の猛追, Shi no Mōtsui) - Chapitre 148 : Galan Game (ガラン・ゲーム, Garan Gēmu) - Chapitre 149 : La magie de Galan (ガランの魔力, Garan no Maryoku) - Chapitre 150 : Le maître du soleil (太陽の主, Taiyō no Aruji) - Chapitre 151 : La scène nous attend (舞台がボクらを待っている, Butai ga Bokura wo Matte Iru) - Chapitre 152 : Guidé par les lumières des chandelles (燭光にさそわれて, Shokkō ni Sasowarete) - Chapitre 153 : Fracassante révélation (戦慄の告白, Senritsu no Kokuhaku)                                                                 |                  |                   |                  |                   |
| 20 | 15 avril 2016    | 978-4-06-358807-1 | 5 avril 2017     | 978-2-8116-3388-2 |
| Extra : La version japonaise est sortie en édition limitée.Liste des chapitres : - Chapitre 154 : Le sourire du démon (悪魔は微笑む, Akuma wa Hohoemu) - Chapitre 155 : Le dédale infernal (死の罠の迷宮, Shi no Wana no Meikyū) - Chapitre 156 : Exploration du labyrinthe (迷宮探索競技, Meikyū Tansaku Kyōgi) - Chapitre 157 : La danse des candidats épars (乱れ舞い踊る挑戦者たち, Midare Maiodoru Chōsenshatachi) - Chapitre 158 : Les héros sont à la fête (狂宴の勇者たち, Kyōen no Yūsha-tachi) - Chapitre 159 : Pas besoin de mots (言葉はいらない, Kotoba wa Iranai) - Chapitre 160 : Go! Break through! (ゴー！！ブレイクスルー Gō!!, Bureikusurū) - Chapitre 161 : Les légendaires (伝承の者共, Denshō no Monodomo) - Chapitre 162 : Qui sera mon partenaire ?! (運命の共闘者は誰だ！？, Unmei no Kyōtō-sha wa Dare da!?)      |                  |                   |                  |                   |

### Tomes 21 à 30
| no | Japonais         | Japonais          | Français         | Français          |
| no | Date de sortie   | ISBN              | Date de sortie   | ISBN              |
| --- | ---------------- | ----------------- | ---------------- | ----------------- |
| 21 | 15 juin 2016     | 978-4-06-358831-6 | 31 mai 2017      | 978-2-8116-3524-4 |
| Liste des chapitres : - Chapitre 163 : La Princesse et la Sainte (王女と聖女, Ōjo to Seijo) - Chapitre 164 : On ne cédera pas (譲らぬ者共, Yuzuranu Monodomo) - Chapitre 165 : Un couple mal assorti (ちぐはぐラバーズ, Chiguhagu Rabāzu) - Chapitre 166 : Floraison (そこに芽吹くもの, Soko ni Mebuku Mono) - Chapitre 167 : Ce qui est important en toi (キミの中の大切な, Kimi no Naka no Taisetsuna) - Chapitre 168 : Le plan d'extermination des Ten Commandments (〈十戒〉殲滅作戦, <Jikkai> Senmetsu Sakusen) - Chapitre 169 : La légende du chevalier chétif (伝説の最弱聖騎士, Densetsu no Saijaku Seikishi) - Chapitre 170 : Pour qui brille cette lumière (その光は誰が為に, Sono Hikari wa Daregatame ni) - Chapitre hors-série : Un cœur mis à nu (ハダカのココロ, Hadaka no Kokoro) |                  |                   |                  |                   |
| 22 | 17 août 2016     | 978-4-06-395729-7 | 16 août 2017     | 978-2-8116-3606-7 |
| Liste des chapitres : - Chapitre 171 : L'heure est venue (時は来たれり, Toki wa Kitareri) - Chapitre 172 : À vous, mes anciens amis (かつて友だった お前たちへ, Katsute Tomodatta Omaetachi e) - Chapitre 173 : Les ténèbres s'abattent (闇は降り立つ, Yami wa Oritatsu) - Chapitre 174 : Meliodas contre les Ten Commandments (メリオダス ｖｓ．〈十戒〉, Meriodasu vs. <Jikkai>) - Chapitre 175 : Pour mon cher Meliodas (大好きなメリオダスへ, Daisukina Meriodasu e) - Chapitre 176 : Récit des ténèbres (闇は語る, Yami wa Kataru) - Chapitre 177 : Ce que je peux faire pour toi (僕が君にしてあげられること, Boku ga Kimi ni shite Agerareru Koto) - Chapitre 178 : Sombre Britannia (暗黒のブリタニア, Ankoku no Buritania) - Chapitre 179 : À la recherche de l'espoir (希望を求めて, Kibō wo Motomete) |                  |                   |                  |                   |
| 23 | 17 octobre 2016  | 978-4-06-395729-7 | 11 octobre 2017  | 978-2-8116-3746-0 |
| Liste des chapitres : - Chapitre 180 : Le chevalier errant (さまよえる騎士, Samayoeru Kishi) - Chapitre 181 : Le général Zaratras (聖騎士長ザラトラス, Seikishi-chō Zaratorasu) - Chapitre 182 : Affection inconditionnelle (たしかなぬくもり, Tashikana Nukumori) - Chapitre 183 : Danger Zone (デンジャーゾーン, Denjā Zōn) - Chapitre 184 : Collision ! (超激突！！, Chō-Gekitotsu!!) - Chapitre 185 : L'orgueil contre la charité (〈傲慢〉 ｖｓ．〈慈愛〉, <Gōman> vs. <Jiai>) - Chapitre 186 : La défense de Liones (リオネス防衛戦, Rionesu Bōei-sen) - Chapitre 187 : Disparaissez, créatures maléfiques (滅びよ邪悪な者共よ, Horobi yo Jaaku na Monodomo yo) - Chapitre 188 : Le retour du péché (友を救う その剣 その魂, Tomo wo Sukuu Sono Ken Sono Tamashii) |                  |                   |                  |                   |
| 24 | 16 décembre 2016 | 978-4-06-395729-7 | 29 novembre 2017 | 978-2-8116-3783-5 |
| Liste des chapitres : - Chapitre 189 : Le héros se relève (英雄 立つ！！, Eiyū Tatsu!!) - Chapitre 190 : Banquet démoniaque (魔宴, Maen) - Chapitre 191 : Une femme insatisfaite (満たされぬ女, Mitasarenu Onna) - Chapitre 192 : Hendrickson vs Fraudin (友を救う その剣 その魂, Tomo wo Sukuu Sono Ken Sono Tamashii) - Chapitre 193 : La résolution du général (覚悟の聖騎士長, Kakugo no Seikishi-chō) - Chapitre 194 : Cruel espoir (残酷なる希望, Zankokunaru Kibō) - Chapitre 195 : La défense de Liones, suite et fin ! (リオネス防衛戦終結！, Rionesu Bōei-sen Shūketsu!) - Chapitre 196 : Ta seule présence (君がいるだけで, Kimi ga Iru Dake de) - Chapitre 197 : Plusieurs réponses (それぞれの答え, Sorezore no Kotae) - Chapitre hors-série : Les Deadly Sins en vacances (大罪 Ｖａｃａｔｉｏｎ, Taizai Vacation) |                  |                   |                  |                   |
| 25 | 17 mars 2017     | 978-4-06-395895-9 | 7 février 2018   | 978-2-8116-3794-1 |
| Liste des chapitres : - Chapitre 198 : Géants et fées (巨人と妖精, Kyojin to Yōsei) - Chapitre 199 : Les êtres sans lumière (光なき者たち, Hikari Nakisha-tachi) - Chapitre 200 : Souvenirs de la Guerre Sainte (聖戦の記憶, Seisen no Kioku) - Chapitre 201 : Frères d'armes (共闘する者たち, Kyōtō Suru Mono-tachi) - Chapitre 202 : Les acteurs de la Guerre Sainte (聖戦の役者たち Seisen no Yakusha-tachi) - Chapitre 203 : Le plan de Ludeciel (リュドシェルの計画, Ryudosheru no Keikaku) - Chapitre 204 : Que la lumière soit (光あれ, Hikari are) - Chapitre 205 : Ten Commandments Vs Archanges (十戒 ｖｓ．四大天使, Jikkai vs. Yon Daitenshi) - Chapitre 206 : Le rugissement de la bête (野獣 吼える, Yajū Hoeru) |                  |                   |                  |                   |
| 26 | 17 mai 2017      | 978-4-06-395948-2 | 11 avril 2018    | 978-2-8116-3795-8 |
| Liste des chapitres : - Chapitre 207 : Les Indura, bêtes de la destruction (破壊獣インデュラ, Hakai-jū Indeyura) - Chapitre 208 : Elizabeth VS Indura (エリザベス vs. インデュラ, Erizabesu vs. Indyura) - Chapitre 209 : Un pas vers l'avenir (未来への前進, Oshietekudasai Kono Kimochi wo) - Chapitre 210 : Maelstrom de sentiments (感情メイルシュトローム, Kanjō Meirushutorōmu) - Chapitre 211 : L'homme venu faire ses adieux (さよならを告げる人, Sayonara wo Tsugeru Hito) - Chapitre Gaiden : Le pantin en mal d'amour (人形は愛を乞う) - Chapitre 212 : Le cadeau (贈り物, Okurimono) - Chapitre 213 : C'est ce qu'on appelle l'amour (それをボクらは愛と呼ぶ, Sore wo Boku-ra wa Ai to Yobu) - Chapitre hors-série : Comment lever un sort avec douceur (やさしい魔法の解き方, Yasashii Mahō no Tokikata) - Chapitre hors-série : Je voudrais te dire (キミに伝えたいのは, Kimi ni Tsutaetai no wa) - Chapitre hors-série : Hawk l'avide (〈物欲〉のホーク, Butsuyoku no Hōku) |                  |                   |                  |                   |
| 27 | 14 juillet 2017  | 978-4-06-510039-4 | 6 juin 2018      | 978-2-8116-4199-3 |
| Liste des chapitres : - Chapitre 214 : Tu ne sera plus jamais comme avant (あの日の君にはもう届かない) - Chapitre 215 : Zeldris le bourreau (処刑人ゼルドリス) - Chapitre 216 : La réunion des Deadly Sins ! (いざ 大罪集結へ!!) - Chapitre 217 : Avoir un cœur (心の在り処) - Chapitre 218 : Comme on se retrouve (また会えたね!) - Chapitre 219 : Le repos des héros (英雄たちの休息) - Chapitre 220 : Le banquet des héros (英雄たちの宴) - Chapitre 221 : Un cœur impatient (はやる心) - Chapitre 222 : Les amants maudits (呪われし恋人たち) |                  |                   |                  |                   |
| 28 | 17 octobre 2017  | 978-4-06-510242-8 | 22 août 2018     | 978-2-8116-4200-6 |
| Liste des chapitres : - Chapitre 223 : Les amants troublés (とまどう恋人たち) - Chapitre 224 : Le chemin de notre vie (それが僕らの生きる道) - Chapitre 225 : Discorde (滅びし廃都へ) - Chapitre 226 : Violence (アラクレ) - Chapitre 227 : Les esprits hostiles ne dorment jamais (激突！激突！！激突！！！) - Chapitre 228 : La déesse et la sainte (女神と聖女) - Chapitre 229 : Les jeunes filles puissent leur force dans l'amour (愛は乙女の力) - Chapitre 230 : L'erreur de Merascylla (選ばれし戦士たち) - Chapitre 231 : L'orgueil contre la colère (傲慢〉vs.〈憤怒〉) |                  |                   |                  |                   |
| 29 | 15 décembre 2017 | 978-4-06-510582-5 | 3 octobre 2018   | 978-2-8116-4390-4 |
| Liste des chapitres : - Chapitre 232 : Le plus puissant contre le plus maléfique (最強 ｖｓ．最凶) - Chapitre 233 : Dégâts (ダメージ) - Chapitre 234 : La porte vers l'inconnu (未知への扉) - Chapitre 235 : Une nouvelle menace (新たなる脅威) - Chapitre 236 : Rendez-vous avec le désespoir (絶望ランデブー) - Chapitre 237 : Le diable téteur (おしゃぶりの鬼) - Chapitre 238 : L'instant propice (生まれた隙) - Chapitre 239 : Pour notre chef (団長へ) - Chapitre 240 : Les bases de l'avenir (未来への礎) - Chapitre hors-série : La fiancée maudite (呪いの婚約) |                  |                   |                  |                   |
| 30 | 16 février 2018  | 978-4-06-510966-3 | 28 novembre 2018 | 978-2-8116-4569-4 |
| Liste des chapitres : - Chapitre 241 : L'héritage de l'âme (受け継がれる魂) - Chapitre 242 : La dissolution des Seven Deadly Sins (<七つの大罪> 終結) - Chapitre 243 : Et il partit vers l'inconnu (そして彼は旅に出る) - Chapitre 244 : La princesse élue (選ばれし王女) - Chapitre 245 : La marche des saints (聖者の行進) - Chapitre 246 : Retrouvailles (邂逅) - Chapitre 247 : Récupération (回収) - Chapitre 248 : Notre choix (ボクたちの選択) - Chapitre 249 : Marché (取引) |                  |                   |                  |                   |

### Tomes 31 à 41
| no | Japonais          | Japonais          | Français         | Français          |
| no | Date de sortie    | ISBN              | Date de sortie   | ISBN              |
| --- | ----------------- | ----------------- | ---------------- | ----------------- |
| 31 | 17 avril 2018     | 978-4-06-511205-2 | 6 février 2019   | 978-2-8116-4682-0 |
| Liste des chapitres : - Chapitre 250 : La résolution de la princesse (構 図, Kōzu) - Chapitre 251 : Le traité de la Guerre sainte (協定 戦 協定, Seisen Kyōtei) - Chapitre 252 : Vieille rancune (宿怨, Shukuen) - Chapitre 253 : La grâce perdue (恩寵 わ れ し, Ushinawareshi Onchō) - Chapitre 254 : Désespoir à Camelot (ト の キ ャ ロ ッ ト, Zetsubō no Kyamerotto) - Chapitre 255 : L'enfant de l'espoir (希望の子, Kibō no Ko) - Chapitre 256 : Le tranchant de l'épée sacrée (貫く聖剣, Tsuranuku Seiken) - Chapitre 257 : L'heure de l'assaut (出撃の時, Shutsugeki no Toki) - Chapitre 258 : Début de la Guerre sainte (聖戦開始, Seisen Kaishi) |                   |                   |                  |                   |
| 32 | 15 juin 2018      | 978-4-06-511616-6 | 3 avril 2019     | 978-2-8116-4683-7 |
| Liste des chapitres : - Chapitre 259 : Britannia en guerre (戦渦のブリタニア, Senka no Buritania) - Chapitre 260 : Ce que je voudrais te dire (キミに伝えたいこと, Kimi ni Tsutaetai Koto) - Chapitre 261 : Un chat égaré (迷子の猫, Maigo no Neko) - Chapitre 262 : Se tordre dans les ténèbres (闇に歪む者, Yami ni Yugamu Mono) - Chapitre 263 : Ténèbres crépitantes (闇爆ぜる, Yami Hazeru) - Chapitre 264 : Tiraillé, altéré, brisé (歪み捻じれ壊れる男, Yugami Nejire Kowareru Otoko) - Chapitre 265 : Amour effréné (暴走する愛, Bōsō suru Ai) - Chapitre hors-série : Un doux rêve (優しい夢, Yasashii Yume) - Chapitre 266 : Poursuivant et poursuivis (追う者 追われる者, Ō Mono Owareru Mono) - Chapitre hors-série : Le capitaine de la brigade des épluchures à l'assaut ! (戦え！！残飯処理騎士団団長！！, Tatakae!! Zanpan Shori Kishi-dan Danchō!!) - Chapitre hors-série : À la recherche d'une petite culotte (パンツを求めて, Pantsu wo Motomete) - Chapitre hors-série : On rénove le Boar Hat (〈豚の帽子〉亭リニューアルにつきまして, Buta no Bōshi-tei Rinyūaru ni Tsukimashite) |                   |                   |                  |                   |
| 33 | 17 août 2018      | 978-4-06-512235-8 | 5 juin 2019      | 978-2-8116-4875-6 |
| Liste des chapitres : - Chapitre 267 : Au ciel (天空より, Tenkū yori) - Chapitre 268 : Au purgatoire (煉獄より, Rengoku yori) - Chapitre 269 : La vie au purgatoire (煉獄ライフ, Rengoku Raifu) - Chapitre 270 : Rencontre impromptue (未知との遭遇, Michi to no Sōgū) - Chapitre 271 : Sentiments sincères (一途なる想い, Ichizu naru Omoi) - Chapitre 272 : Interminable combat (永劫する戦い, Eigō suru Tatakai) - Chapitre 273 : La victime de la Guerre sainte (聖戦の犠牲者, Seisen no Giseisha) - Chapitre 274 : Mael, l'ange déchu (絶望の堕天使マエル, Zetsubō no Datenshi Maeru) - Chapitre 275 : Des cœurs unis (心を一つに, Kokoro wo Hitotsu ni) |                   |                   |                  |                   |
| 34 | 16 novembre 2018  | 978-4-06-512991-3 | 21 août 2019     | 978-2-8116-5016-2 |
| Liste des chapitres : - Chapitre 276 : L'assaut de la tristesse (悲しき一撃, Kanashiki Ichigeki) - Chapitre 277 : Rien ne libère de l'amour (愛から自由になる術はない, Ai kara Jiyū ni naru Sube wa nai) - Chapitre 278 : Faire face au désespoir (絶望に立ち向かえ!!, Zetsubō ni Tachimukae!!) - Chapitre 279 : La cloche de la victoire (勝利の鐘の音, Shōri no Kane no Ne) - Chapitre 280 : Débâcle (崩壊, Hōkai) - Chapitre 281 : Le roi des fées vs l'ange de la mort (妖精王vs.死の天使, Yōsei-ō vs. Shi no Tenshi) - Chapitre 282 : Gowther vs Mael (ゴウセルvs.マエル, Gouseru vs. Maeru) - Chapitre 283 : Revenir vivants à tout prix ((生還への渇望, Seikan e no Katsubō) - Chapitre 284 : La porte vers l'espoir (希望への扉, Kibō e no tobira) - Chapitre hors-série : Un duel à midi pile (真昼の決闘, Mahiru no Kettō) |                   |                   |                  |                   |
| 35 | 17 janvier 2019   | 978-4-06-513877-9 | 2 octobre 2019   | 978-2-8116-5154-1 |
| Liste des chapitres : - Chapitre 285 : Toujours vers l'avant (その先に在るもの, Sono saki ni aru mono) - Chapitre 286 : L'éclair (閃光, Senkō) - Chapitre 287 : Le prince des ténèbres (暗黒の王子, Ankoku no Ōji) - Chapitre 288 : Ominous Nebula (オペレーション "ゴッド", Operēshon "Goddo") - Chapitre 289 : L'orgueil contre la piété (〈傲慢〉ｖｓ.〈敬神〉, <Gōman> vs. <Keishin>) - Chapitre 290 : Misérables asticots (小賢しき蛆虫たち, Kozakashiki Ujimushi-tachi) - Chapitre 291 : Le dîner de la sorcière (目には目を 歯には歯を, Me ni wa Me wo, Ha ni wa Ha wo) - Chapitre 292 : Début du cauchemar, retour de l'espoir (悪夢の顕現 希望の帰還, Akumu no Kengen Kibō no Kikan) - Chapitre 293 : Le jour de la promesse (「いつか」が叶う時, "Itsuka" ga Kanau Toki) |                   |                   |                  |                   |
| 36 | 17 avril 2019     | 978-4-06-514884-6 | 27 novembre 2019 | 978-2-8116-5226-5 |
| Liste des chapitres : - Chapitre 294 : Espoir, discorde et désespoir (希望と葛藤と絶望, Kibō to Kattō to Zetsubō) - Chapitre 295 : Le grand rassemblement (集結するものたち, Shūketsu suru Mono-tachi) - Chapitre 296 : Ami et frère aîné (友として 兄として, Tomo toshite Ani Toshite) - Chapitre 297 : Le salut du soleil (太陽の救済, Taiyō no Kyūsai) - Chapitre 298 : Mael vs Zeldris (マエルvs.ゼルドリス, Maeru vs. Zerudorisu) - Chapitre 299 : Quand tout se fige (すべてが凍り付く, Subete ga Kooritsuku) - Chapitre 300 : Méliodas, le roi des démons (魔神王メリオダス, Majin-Ō Meriodasu) - Chapitre 301 : Se dresser contre un dieu (みんなの想い, Minna no Omoi) - Chapitre 302 : Tout le monde t'attend (みんながキミを待っている, Minna ga Kimi wo Matte iru) - Chapitre hors-série : Ma soeur (妹よ, Ane yo) |                   |                   |                  |                   |
| 37 | 17 juin 2019      | 978-4-06-515676-6 | 19 février 2020  | 978-2-8116-5397-2 |
| Liste des chapitres : - Chapitre 303 : Tous seront ta force (みんながキミの力になる, Minna ga Kimi no Chikara ni Naru) - Chapitre 304 : La requête du bourreau (処刑人は願う, Shokeinin wa Negau) - Chapitre 305 : Agonie (断末魔, Danmatsuma) - Chapitre 306 : La dernière étape d'un long voyage (永き旅の終着, Nagaki Tabi no Shūchaku) - Chapitre 307 : Epilogue 1 (エピローグ1, Epirōgu 1) - Chapitre 308 : Epilogue 2 (エピローグ2, Epirōgu 2) - Chapitre 309 : Epilogue 3 (エピローグ3, Epirōgu 3) - Chapitre 310 : Adieu (お別れ, O wakare) - Chapitre 311 : Ce n'est pas encore fini (まだ終わらない, Mada Owaranai) |                   |                   |                  |                   |
| 38 | 17 septembre 2019 | 978-4-06-516231-6 | 27 mai 2020      | 978-2-8116-5563-1 |
| Liste des chapitres : - Chapitre 312 : L'émergence de la guerre (開戦, Kaisen) - Chapitre 313 : Les frères du destin (宿命の兄弟, Shukumei no Kyōdai) - Chapitre 314 : Salut impitoyable (無慈悲なる救済, Mujihi naru Kyūsai) - Chapitre 315 : La dernière guerre (最終戦争, Saishū Sensō) - Chapitre 316 : L'Indura Fervent (主恩のインデュラ, Shuon no Indura) - Chapitre 317 : Une fière détermination (傲慢なる決意, Gōman naru Ketsui) - Chapitre 318 : Bataille chaotique (混迷の戦況, Konmei no Senkyō) - Chapitre 319 : Une impasse dangereuse (許されざる膠着, Yurusarezaru Kōchaku) - Chapitre 320 : Les frères du désespoir (絶望の兄弟, Zetsubō no Kyōdai) |                   |                   |                  |                   |
| 39 | 15 novembre 2019  | 978-4-06-517356-5 | 19 août 2020     | 978-2-8116-5564-8 |
| Liste des chapitres : - Chapitre 321 : Lumière (光, Hikari) - Chapitre 322 : La voix qui t'appelle (キミの名を呼ぶ声, Kimi no Na wo Yobu Koe) - Chapitre 323 : Je suis là (ボクはここにいる, Boku wa Koko ni Iru) - Chapitre 324 : La promesse d'un frère (兄弟の約束, Kyōdai no Yakusoku) - Chapitre 325 : Ceux qui résistent (抗う者たち, Aragau Mono-tachi) - Chapitre 326 : Les Seven Deadly Sins contre le Roi Démon (＜七つの大罪＞vs.魔神王, Nanatsu no Taizai" vs. Majin-Ō) - Chapitre 327 : L'homme connu sous le nom d'Escanor (エスカノールという男, Esukanōru to iu Otoko) - Chapitre Gaiden : Le chant solitaire du roi (王は孤独に歌う, Ō wa Kodoku ni Utau) - Chapitre 328 : L'Unique ultime (天上天下唯我独尊の極み, Za Wan Arutimetto) |                   |                   |                  |                   |
| 40 | 17 février 2020   | 978-4-06-518271-0 | 7 octobre 2020   | 978-2-8116-5815-1 |
| Liste des chapitres : - Chapitre 329 : Zeldris vs le Roi Démon (ゼルドリスvs.魔神王, Zerudorisu vs. Majin-Ō) - Chapitre 330 : Lutte acharnée (あがき, Agaki) - Chapitre 331 : Ce monde n'est pas assez grand pour nous deux (倶に天を戴かず, Tomo ni Ten wo Itadakazu) - Chapitre 332 : Compensation (代償, Daishō) - Chapitre 333 : Orgueil, gourmandise et cicatrices (傲慢と暴食と傷跡, Gōman to Bōshoku to Kizuato) - Chapitre 334 : La fin d'une ère (一つの時代の終わり, Hitotsu no Jidai no Owari) - Chapitre 335 : Les véritables intentions de la sorcière (魔女が求めつづけたもの, Majo ga Motometsuzuketa Mono) - Chapitre 336 : Le seigneur du chaos (混沌の王, Konton no Ō) - Chapitre 337 : Merlin (マーリン, Mārin) |                   |                   |                  |                   |
| 41 | 15 mai 2020       | 978-4-06-518685-5 | 3 février 2021   | 978-2-8116-5920-2 |
| Liste des chapitres : - Chapitre 338 : Séparation (決別, Ketsubetsu) - Chapitre 339 : Le fragment du chaos (混沌の一端, Konton no Ittan) - Chapitre 340 : Je veux te revoir (会いたかったから, Aitakatta Kara) - Chapitre 341 : Cath Palug (キャス・パリーグ, Kyasu Parīgu) - Chapitre 342 : Le cri de la victoire (勝利の雄叫び, Shōri no Otakebi) - Chapitre 343 : Un royaume éternel (永遠の王国, Eien no Ōkoku) - Chapitre 344 : Vers l'avenir (未来へ, Mirai e) - Chapitre 345 : Les héritiers (継がれゆくもの, Tsugareyuku Mono) - Chapitre 346 : Comme le bleu de ce ciel (あの空のように, Ano Sora no Yō ni) |                   |                   |                  |                   |